# Carl Barandon
Carl Barandon, auch Karl Barandon (* 14. April 1844 in Grabow, Kreis Randow; † 14. Oktober 1914 in Kiel) war ein deutscher Marineoffizier. Seine letzte Verwendung war von 1896 bis 1898 Chef des Stabes beim Oberkommando der Marine. 1907 wurde ihm der Charakter eines Vizeadmirals verliehen. 

## Leben
Barandon stammte aus einer Hugenottenfamilie, sein Vater war Postdampfschiffskapitän und Lotsenkommandeur. Von 1860 bis 1866 fuhr Barandon zur See, besuchte aber 1865 die Navigationsschule Stettin, an der er das Steuermannspatent erwarb. 
Am 1. April 1866 trat Barandon als Seedienstpflichtiger in die Preußische Marine ein, aus der 1867 die Marine des Norddeutschen Bundes und 1872 die Kaiserliche Marine wurde. 1868 wurde Barandon Marineoffizier. Er wurde wiederholt an der Marineakademie und -schule in Kiel verwendet, so als Kapitänleutnant (Beförderung am 17. Februar 1874) 1880 als Lehrer und zuletzt von 1886 bis 1887 als Kommandeur der Schiffsjungenabteilung. Zum 22. Juli 1880 wird er als Korvettenkapitän von der Schule abkommandiert und erhielt am 17. August 1880 das Patent verliehen. Ab Mitte September des gleichen Jahres war er als Prüfer für die Kadetten- und die erste Seeoffizierprüfung eingesetzt. Am 24. Januar 1882 wurde er kurz Kommandant der Grille. Am 11. August 1882 gab er das Kommando ab und übernahm für die Zeit des Manövers bis Ende November 1882 die Zieten. Im gleichen Jahr wurde er dann Abteilungsführer der 1. Matrosendivision und wurde am 26. September 1882 von diesem Posten abkommandiert.
Von 1883 bis 1886 war er Dezernent für Mobilmachungsangelegenheiten in der Admiralität. Von April 1886 bis Mitte Oktober 1886 und erneut von September 1887 bis Ende September 1888 war er Kommandant des Schulschiffs Ariadne. In dieser Position wurde er am 14. Mai 1887 zum Kapitän zur See befördert.
Ab 1889 war er Inspekteur der Inspektion des Torpedowesens in Kiel. Am 27. Januar 1894 wurde er in dieser Position zum Konteradmiral befördert. Zu Ende September 1894 wurde er als Inspekteur abgelöst und übernahm die II. Division des Manövergeschwaders. Von August 1895 bis 1896 war er Inspekteur der I. Marineinspektion. Von Mitte Oktober 1896 bis Ende September 1898 war er Chef des Stabes beim Oberkommando der Marine. Anschließend war er zur Verfügung des Chefs der Marinestation der Ostsee gesetzt. Ende 1898 schied er aus dem aktiven Dienst aus. In dieser Zeit wohnte er im Niemannsweg 67a in Kiel-Düsternbrook.
Anschließend arbeitete er bis 1906 als Werftdirektor für das Unternehmen Friedrich Krupp. 1907 wurde ihm mit seiner Verabschiedung der Charakter eines Vizeadmirals verliehen.  
Barandon trat 1889 in den zwei Jahre vorher gegründeten Marine-Regatta-Verein ein, welcher ab 1891 Kaiserlicher Yacht-Club hieß. Ab 1901 war er hier Vorstandsmitglied. Er beteiligte sich an Planung und Bau von Booten, welche als Beiboote von Kriegsschiffen der Kaiserlichen Marine und zugleich als Wettbewerbsboote von Marineoffizieren gesteuert eingesetzt wurden, und knüpfte sportliche Verbindungen zu Yacht-Clubs in den USA. 1910 initiierte er die Gründung der Kieler Yacht-Schule als einer der ersten Jugendabteilungen eines Yacht-Clubs in Deutschland. 
Er starb 1914 in Kiel, wo er auf dem Garnisonsfriedhof bestattet wurde. Sein Sohn Paul Barandon (* 1881; † 1971) wurde Völkerrechtler und Diplomat.  
Bis 1897 war er u. a. mit dem Roten Adlerorden 2. Klasse mit Eichenlaub, dem Kronen-Orden 2. Klasse, dem Groß-Komturkreuz des Großherzoglich Mecklenburgischen Greifenorden, dem Kommandeurkreuz 1. Klasse des Herzoglich Braunschweigischen Heinrich des Löwen Ordens und dem Groß-Offizierkreuz des Königlich italienischen Orden der italienischen Krone ausgezeichnet worden.